# Most kolejowy magistrali węglowej w Bydgoszczy

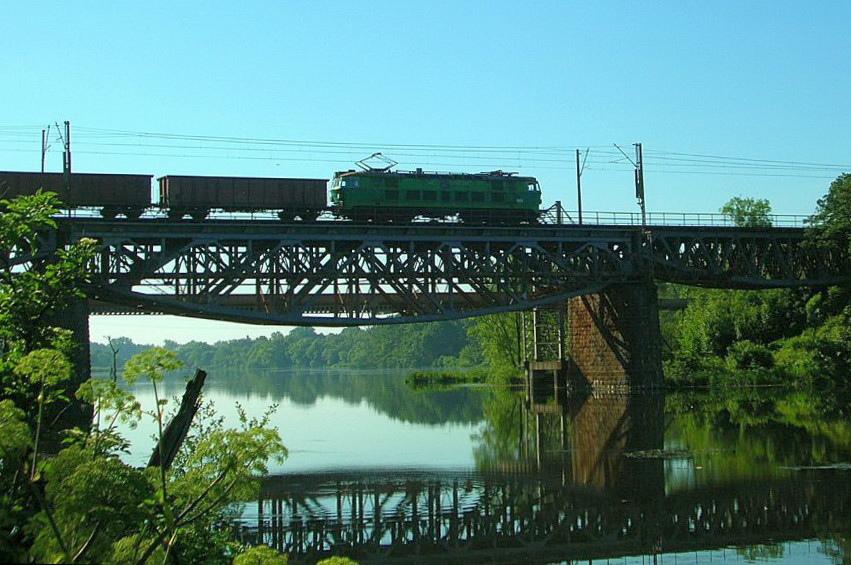
Widok od zachodu

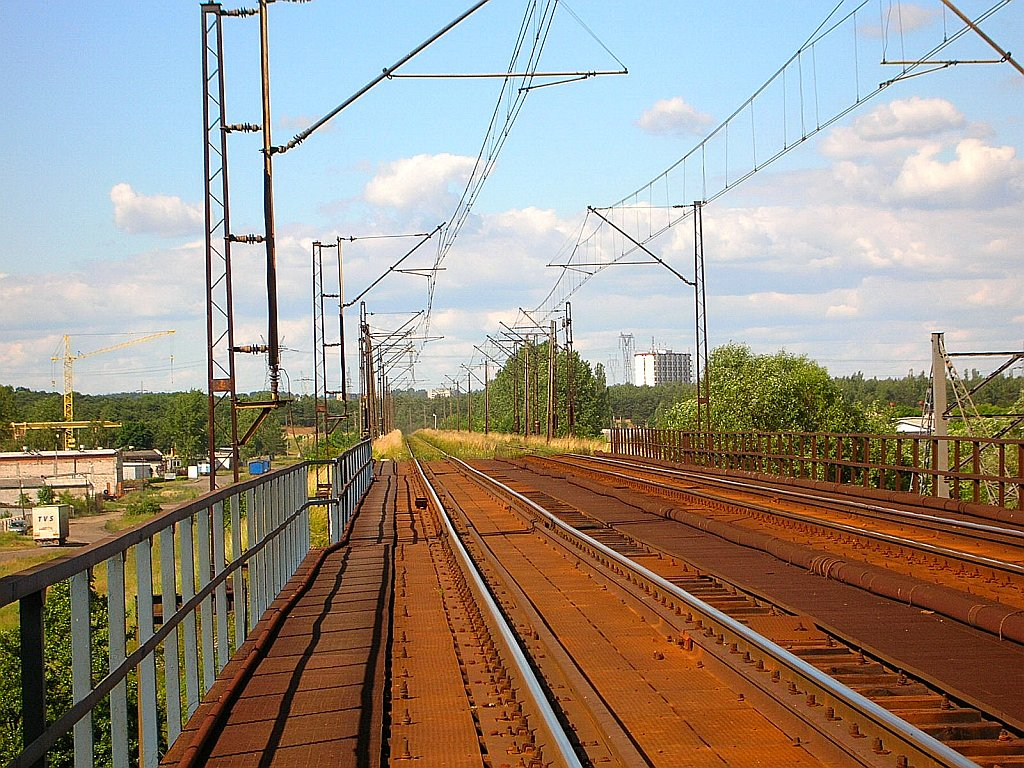
Na moście

Most w ciągu magistrali węglowej w Bydgoszczy – most kolejowy, stalowy na rzece Brdzie, położony w dzielnicy Czersko Polskie w Bydgoszczy.

## Lokalizacja
Most spina oba brzegi Brdy na ujściowym odcinku rzeki, gdzie ma ona formę zalewu. Mostem przebiega kolejowa obwodnica towarowa Bydgoszczy w ciągu linii kolejowej nr 201, wybudowana jako fragment magistrali węglowej.

## Dane techniczne
Most jest zbudowany jako trzyprzęsłowa, kratownicowa konstrukcją stalowa z jazdą górą. Kratownice o górnych pasach poziomych i dolnych łukowych oparte są na dwóch, licowanych cegłą przyczółkach oraz nasypie ziemnym o wysokości 10,7 m. Światło dla żeglugi pod obiektem wynosi: 31 + 45 + 31 × 6,0 m. Dopuszczalne są obciążenia rzędu 22 ton na oś.
Przez most prowadzi dwutorowa, zelektryfikowana linia kolejowa tzw. magistrala węglowa, która jest z gospodarczego punktu widzenia jedną z najważniejszych kolejowych dróg transportu towarowego w Polsce. Obiekt nie jest przystosowany do ruchu pieszego. Dostęp drogowy do obiektu jest możliwy od strony ulicy Osiedle Rzemieślnicze.

## Historia budowy mostu i odcinka bydgoskiego magistrali węglowej[5]
Budowa mostu odbyła się w kontekście budowy nowej linii kolejowej, tzw. magistrali węglowej, która była największą inwestycją komunikacyjną II Rzeczypospolitej. Dla całej linii najważniejsze znaczenie miały mieć węzły kolejowe w Zduńskiej Woli, Inowrocławiu i Bydgoszczy. Prace w okolicy Bydgoszczy obejmowały budowę wschodniej i północnej obwodnicy kolejowej (dwutorowej) z Nowej Wsi Wielkiej do Maksymilianowa wraz z nową stacją Kapuściska Tranzytowe. Wykonano również sześć wiaduktów nad drogami kołowymi i torami kolejowymi oraz usunięto uciążliwy przejazd kolejowy na ul. Gdańskiej.
Prace na odcinku bydgoskim prowadzono w dwu etapach. Odcinek północny Kapuściska Małe – Maksymilianowo (11 km) wykonano od jesieni 1927 r. do wiosny 1928 r. Odcinek południowy Nowa Wieś Wielka – Kapuściska Małe (21,3 km) wybudowano w okresie od lata 1928 r. do końca 1930 r. Prace wykonywano w większości ręcznie z niewielkim wykorzystaniem maszyn. Kilka tysięcy robotników pracowało dniem i nocą na trzy zmiany. 9 listopada 1930 r. dokonano uroczystego otwarcia linii Nowa Wieś Wielka-Gdynia.
Najtrudniejszym problemem do pokonania przy budowie obwodnicy była budowa mostu przez Brdę. Obiekt ten, choć nie najdłuższy na całej trasie okazał się najdroższy i najtrudniejszy do wykonania z uwagi na trudne warunki terenowe. Projekt mostu wykonano indywidualnie przez pracowników Zarządu Budowy, przy czynnym współudziale niezależnych specjalistów, którzy wykonali projekt żelaznych przęseł. Wybudowano go ostatecznie jako trzyprzęsłowy (32,4 m + 47,6 m + 32,4 m) o długości 115 m, wchodzący na przyczółkach w nasyp kolejowy. Prace przy moście rozpoczęto jesienią 1929 r. i ukończono w 1930 r. Koszt wykonania mostu wyniósł 2 mln zł.
Inwestycja prowadzona początkowo wyłącznie przez Polskie Koleje, później została dokończona przez prywatne Francusko-Polskie Towarzystwo Kolejowe (od 1931 r.), które otrzymało 45-letnią koncesję.
W trakcie II wojny światowej, w związku z budową zakładów DAG Fabrik Bromberg Niemcy rozbudowali magistralę m.in. o dworzec Emilianowo w Puszczy Bydgoskiej. W 1941 roku dobudowano drugi tor. W 1945 r. wycofujący się Niemcy zniszczyli most pod obydwoma torami, które odbudowano w 1949 i 1951 roku. W 1967 roku magistrala węglowa biegnąca przez most została zelektryfikowana.